# 차원괴물 엑시엄
《차원괴물 엑시엄》(영어: The Axiom)은 2019년 개봉된 미국의 공포 영화이다.

## 출연
- 해이티 스미스 - 맥켄지 역
- 잭 티투스 - 마틴 역